# Hylophorbus wondiwoi
Espèce
Statut de conservation UICN

 DD  : Données insuffisantes
Hylophorbus wondiwoi est une espèce d'amphibiens de la famille des Microhylidae.

## Répartition
Cette espèce est endémique de la province indonésienne de Papouasie en Nouvelle-Guinée occidentale. Elle n'est connue que dans les monts Wondiwoi, dans la péninsule Wandammen, entre 580 et 950 m d'altitude,.

## Étymologie
Son nom d'espèce, wondiwoi, lui a été donné en référence à sa localité type dans les monts Wondiwoi.

## Publication originale
- Günther, 2001 : The Papuan frog genus Hylophorbus (Anura: Microhylidae) is not monospecific: description of six new species. Russian Journal of Herpetology, vol. 8, no 2, p. 81-104.